# 広島県道329号飯田吉行線
広島県道329号飯田吉行線（ひろしまけんどう329ごう いいだよしゆきせん）は、広島県東広島市を通る一般県道である。

## 概要
東広島市八本松飯田二丁目から東広島市西条町吉行に至る。

### 路線データ
- 起点：東広島市八本松町飯田2丁目（磯松工業団地交差点、広島県道80号東広島向原線交点）
- 終点：東広島市西条町吉行（中川交差点、国道375号交点、広島県道59号東広島本郷忠海線バイパス（予定）起点）

## 歴史
- 1996年（平成8年）4月25日 - 広島県告示第469号により認定される。

## 路線状況

### 未開通区間
- 東広島市西条町寺家 - 東広島市西条町西条間を除く全線

全通すれば国道486号のバイパス的存在の道路になる。第4工区（寺家 - 西条駅北口付近）は2026年（令和8年）末の開通予定を目指しているが，平成30年7月豪雨災害や新型コロナウイルスの影響によって，進捗は伸びているとのこと。

## 地理

### 通過する自治体
- 東広島市

### 交差する道路
| 交差する道路                                                           | 交差する場所     | 交差する場所              |
| ---------------------------------------------------------------------- | ---------------- | ------------------------- |
| 広島県道80号東広島向原線                                               | 八本松飯田二丁目 | 磯松工業団地交差点 / 起点 |
| 未開通区間                                                             |                  |                           |
| 広島県道332号吉川西条線                                                | 西条町寺家       |                           |
| 国道375号 国道486号 重複 広島県道59号東広島本郷忠海線 / バイパス未供用 | 西条町吉行       | 中川交差点 / 終点         |

### 沿線
- 東広島医療センター
- 御建公園野球場
- 御建神社
- 安芸国分寺跡